# Eysturoyartunnilin

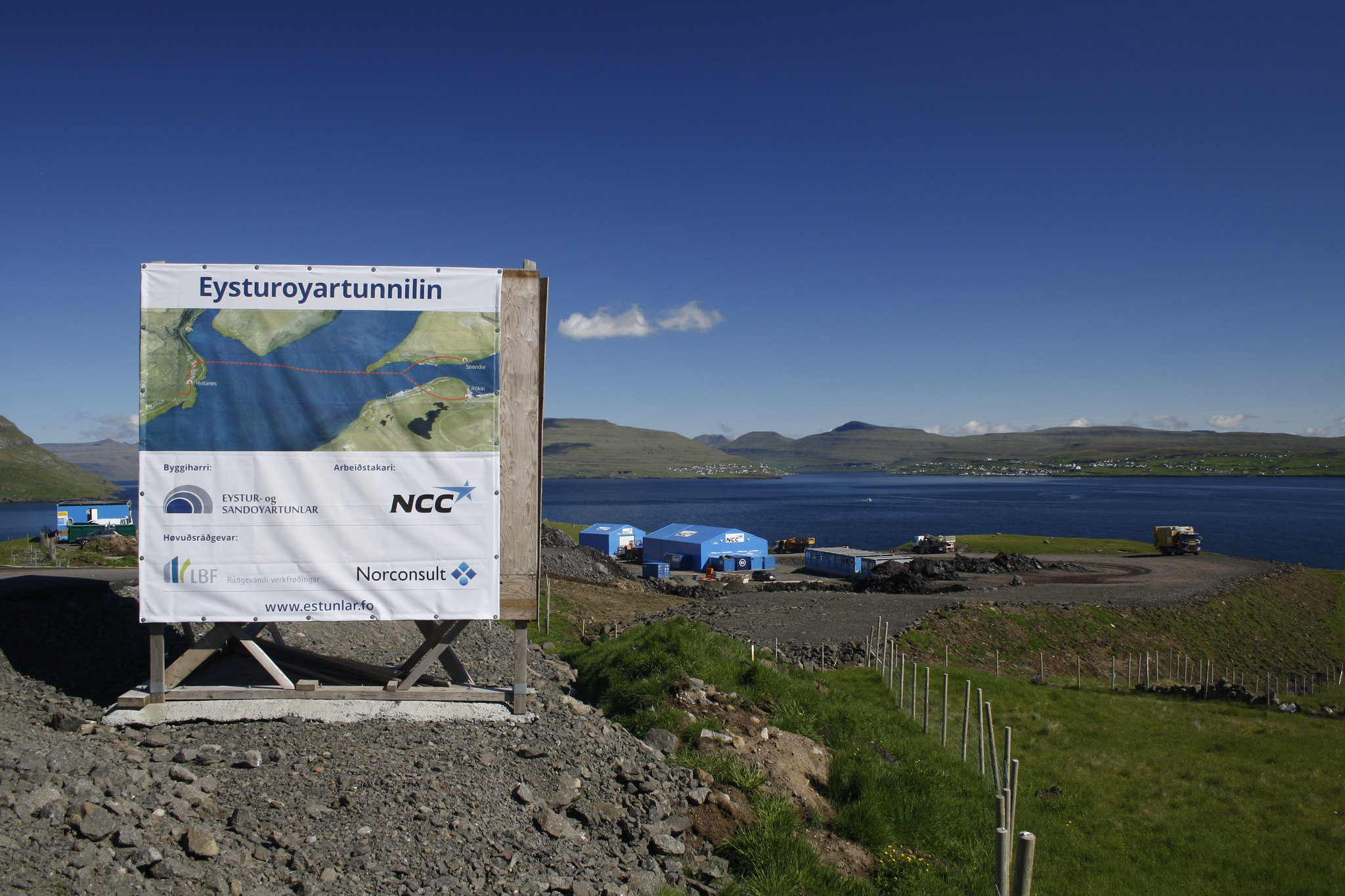
Az épülő alagút kilátással a szorosra 2017 júniusában

Az Eysturoyartunnilin (korábban Skálafjarðartunnilin) egy tenger alatti közúti alagút Feröeren, amely Streymoy és Eysturoy szigetét köti össze a Skálafjørður alatt. Átadására 2020. december 19-én kerül sor. A világ első tenger alatti körforgalmával három út találkozást biztosítják a szorosban.

## Kivitelezés
A Løgting 2014-ben egyhangúlag döntött az Eysturoyartunnilin és a Sandoyartunnilin megépítéséről, ami a valaha volt legnagyobb infrastruktúra-fejlesztést jelenti Feröeren. Az állami tulajdonú P/F Eystur- og Sandoyartunlar cég 2016. november 8-án írta alá a kivitelezési szerződést a svéd NCC vállalattal, melynek norvégiai részlege felel majd az alagutak megvalósításáért. A szerződést értelmében először az Eysturoyartunnilint építik meg, és azt követheti a Sandoyartunnilin – amennyiben a feröeri fél nem él azzal a jogával, hogy az utóbbitól visszalépjen. Az Eysturoyartunnilin építési költsége 1,1 milliárd korona lesz, melyből 400 milliót az állami költségvetés vállal, a fennmaradó részt az útdíjakból törlesztendő hitelből fedezik.
Az alagúthoz vezető utak építése 2016-ban kezdődtek. A fúrási munkálatok 2017-ben kezdődtek, amikor 2017. február 21-én Henrik Old közlekedési és hírközlési miniszter elindította a munkálatokat Strendur faluban. A  Hvítanes község felől 2017. április 27-én kezdődött a kivitelezés. 2017. szeptember 4-én már 942 méterre jutottak Strendurtól, és 42 méteres mélységben jártak. Hvítanes felől 678 méter hosszan fúrtak és robbantottak, és 12,3 métert értek le a föld alatt. 2018. november végéig mindkét oldalról három kilométert sikerült kiásni. A fúrási munkálatok 2019. június 7-én fejeződtek be, amikor az utolsó robbantás is megtörtént. Ezt követően az alagút kialakítása és berendezése történt. Az alagút átadására várhatóan 2020. december 19-én kerül sor, miután a biztonsági berendezéseket tesztelése és a biztonsági gyakorlatot sikeresen zárul december 17-én.

## Jellemzők
A végleges tervek szerint 11,2 km hosszú alagút nyugati bejárata Hvítanesnél lesz. Innen egy 7,5 km hosszú alagút vezet kelet felé, mely a Skálafjørður öböl alatt egy körforgalommal két ágra bomlik: a 2,2 km hosszú déli ág Saltnesnél éri el az öböl déli partját, míg az 1,7 km-es északi Strendurnál az északit. Az alagút legmélyebb pontja 187 méterrel a tengerszint alatt lesz. Legnagyobb meredeksége 5 százalék.
A tenger alatti körforgalom egy medúzát formál, amelyet különleges fénnyel világítottak meg. A képzőművészeti alkotásokat Tróndur Patursson helyi művész készítette el.

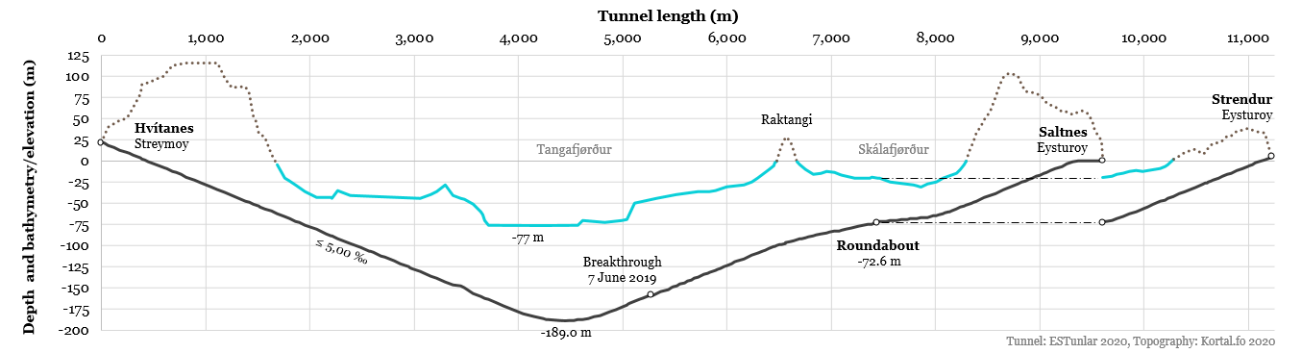
Az alagút hosszszelvénye